# Xenochaeta
Xenochaeta este un gen de muște din familia Tephritidae.

Cladograma conform Catalogue of Life:
| Xenochaeta | \| \| Xenochaeta aurantiaca \| \| \| \| \| \| Xenochaeta dichromata \| \| \| \| |
|            | \| \| Xenochaeta aurantiaca \| \| \| \| \| \| Xenochaeta dichromata \| \| \| \| |
|            | Xenochaeta aurantiaca                                                           |
|            |                                                                                 |
|            | Xenochaeta dichromata                                                           |
|            |                                                                                 |